# Erionomus connatus
Erionomus connatus is een keversoort uit de familie Passalidae. De wetenschappelijke naam van de soort is voor het eerst geldig gepubliceerd in 1933 door Hincks.